# انفجار بخار

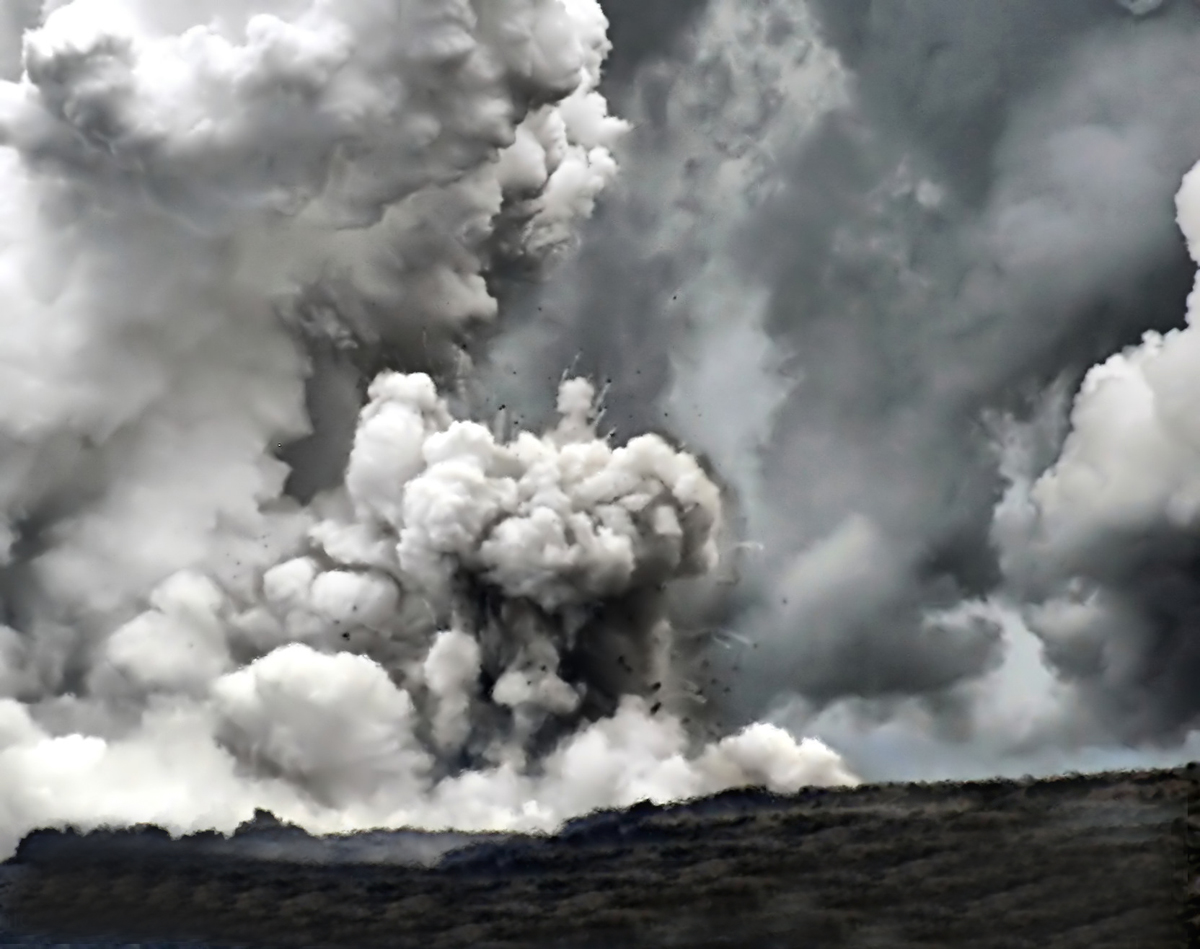
انفجار ساحلی در ورودی اقیانوس Waikupanaha در جزیره بزرگ هاوایی ناشی از ورود گدازه به اقیانوس بود.

انفجار بخار (به انگلیسی: Steam explosion) انفجاری است که در اثر جوشاندن شدید آب یا یخ به بخار ایجاد می‌شود و زمانی رخ می‌دهد که آب یا یخ فراگرم می‌شوند، به‌سرعت توسط زباله‌های ریز داغ تولیدشده در داخل آن گرم می‌شوند یا در اثر متقابل فلزات مذاب گرم می‌شوند (مانند یک برهم‌کنش سوخت- خنک‌کننده یا FCI، میله‌های سوخت راکتور هسته‌ای مذاب با آب در هسته راکتور هسته‌ای پس از ذوب هسته). انفجارهای بخار نمونه‌هایی از جوشاندن مواد منفجره هستند. مخازن تحت فشار، مانند راکتورهای آب فشرده (هسته‌ای) که بالاتر از فشار اتمسفر کار می‌کنند نیز می‌توانند شرایط انفجار بخار را فراهم کنند. آب با سرعت بسیار زیاد از جامد یا مایع به گاز تبدیل می‌شود و حجم آن به‌طور چشمگیری افزایش می‌یابد. یک انفجار بخار، بخار و آب داغ در حال جوش و محیط داغی را که آن را گرم کرده است، در همه جهت‌ها می‌پاشد (اگر به شکل دیگری محصور نشده باشد، به عنوان مثال در دیواره یک ظرف)، خطر سوختن و سوختن را ایجاد می‌کند.